# Georges Thierry d’Argenlieu
Georges Thierry d’Argenlieu, imię zakonne Louis de la Trinité (ur. 7 sierpnia 1889 w Breście, zm. 7 września 1964 tamże) – francuski zakonnik, dyplomata i wojskowy, admirał Francuskiej Marynarki Wojennej, ważna postać ruchu Wolnej Francji.

## Życiorys

### Dzieciństwo i młodość
Georges Thierry d’Argenlieu urodził się 7 sierpnia 1889 w Breście, w rodzinie oficera marynarki (kontrolera generalnego marynarki) Oliviera Thierry d’Argenlieu. W wieku lat 17 w 1906 wstąpił do Akademii Marynarki Wojennej (École navale).
W latach 1912–1913 służył na krążowniku pancernopokładowym „Du Chayla” jako midszypmen, biorąc udział w kampanii w Maroku, zakończonej ustanowieniem go protektoratem Francji i przywróceniem porządku w rejonie Mogador. Za tę kampanię został odznaczony orderem Legii Honorowej.
Podczas I wojny światowej służył na Morzu Śródziemnym na okrętach „Dehorter”, „d'Iberville” i „l'Eros”, awansując w lipcu 1917 na stopień kapitana marynarki. W 1918, dowodząc patrolowcem „La Tourterelle”, odznaczył się w akcji ratunkowej transportowca wojska.

### Kariera zakonna
Już w 1915 Thierry d’Argenlieu zgłosił przystąpienie do stowarzyszenia tercjarzy zakonu karmelitów, podczas stacjonowania na Malcie. Po zakończeniu wojny, po studiach teologii w Rzymie, w 1920 porzucił służbę i wstąpił do zakonu karmelitów bosych w Avon. Złożył śluby zakonne 15 września 1921, przyjmując imię Louis de la Trinité. Studiował następnie przez cztery lata teologię na katolickim uniwersytecie w Lille i w 1925 został księdzem. W lutym 1932 został wybrany prowincjałem paryskiej prowincji zakonu i urząd ten piastował do wybuchu wojny.

### II wojna światowa

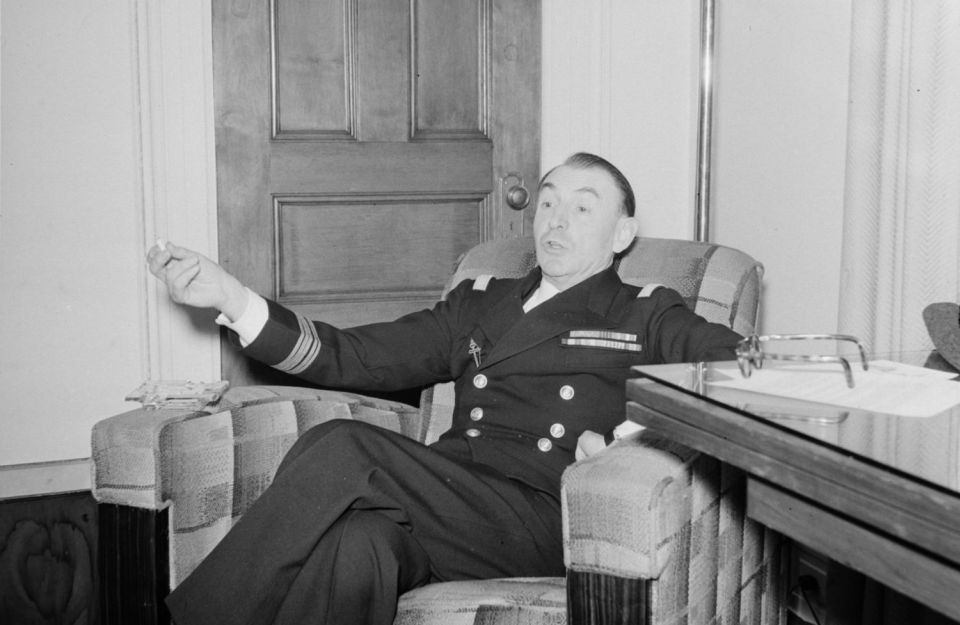
Georges Thierry d'Argenlieu, 1941

Po wybuchu II wojny światowej, Thierry d’Argenlieu został we wrześniu 1939 zmobilizowany jako oficer rezerwy, awansując w lutym 1940 do stopnia komandora podporucznika. Podczas kampanii francuskiej dostał się 19 czerwca do niewoli niemieckiej, broniąc arsenału w Cherbourgu. Po trzech dniach, 22 czerwca udało mu się zbiec z pociągu wiozącego jeńców do Niemiec.
Thierry d’Argenlieu dołączył następnie 30 czerwca 1940 do generała Charles’a de Gaulle’a w Londynie i organizowanego tam przez niego ruchu Wolnej Francji. Zamierzał służyć jako kapelan, lecz z powodu małej ilości oficerów w siłach morskich Wolnej Francji, za zgodą władz zakonnych został oficerem w służbie bojowej (był początkowo jednym z trzech oficerów marynarki najwyższych stopniem). Według wspomnień de Gaulle’a, to on zaproponował krzyż lotaryński jako symbol Wolnej Francji. W lipcu został szefem sztabu Marynarki Wolnej Francji.
Brał udział w próbie przyłączenia Dakaru do Wolnej Francji (operacja Menace), podczas której został 23 września 1940 wysłany motorówką jako parlamentariusz gen. de Gaulle’a do gubernatora Dakaru. Wobec groźby aresztowania, parlamentariusze zawrócili, lecz zostali ostrzelani z broni maszynowej i Thierry d’Argenlieu został poważnie ranny. Niemniej jednak, już w listopadzie kierował morską częścią zwycięskiej kampanii o Gabon.
D’Argenlieu był jedną z czterech osób odznaczonych jako pierwsze Orderem Wyzwolenia 29 stycznia 1941. Został również pierwszym kanclerzem tego Orderu (był nim do 1958).
Działał w ruchu Wolnej Francji, awansował na stopień komandora i w grudniu 1941 kontradmirała (Contre-Amiral). W 1941 został członkiem francuskiej Rady Obrony Imperium, następnie Francuskiego Komitetu Narodowego. W lipcu 1941 został mianowany Wysokim Komisarzem Francji na obszar Pacyfiku. W 1943 powrócił do Londynu i 19 lipca 1943 został dowódcą Marynarki Wolnej Francji w Wielkiej Brytanii. Wraz z gen. de Gaulle'em przypłynął do Francji 14 czerwca 1944 i wkroczył z nim do Paryża 25 sierpnia 1944. W grudniu 1944 awansował na stopień wiceadmirała. Został też inspektorem generalnym marynarki. W kwietniu 1945 był wysłannikiem Francji na konferencję powołującą ONZ w San Francisco.

### Okres powojenny
Po II wojnie światowej, d’Argenlieu służył w Indochinach, we francuskim korpusie ekspedycyjnym w celu przywrócenia władzy Francji nad koloniami, znajdującymi się wcześniej pod okupacją japońską. 16 sierpnia 1945 został mianowany Wysokim Komisarzem Francji i głównodowodzącym na tym obszarze i w październiku 1945 przybył z Francji do Sajgonu. W czerwcu 1946 awansował na stopień admirała 5 marca 1947 został zastąpiony przez Emile Bollaerta. Po powrocie do Francji został inspektorem generalnym Marynarki i wiceprzewodniczącym Rady Najwyższej Marynarki.
Od 1955 ze względów zdrowotnych ograniczył działalność publiczną i wojskową i w 1958 ponownie wycofał się do życia zakonnego. Zmarł 7 września 1964 w Breście i został pochowany w kościele w Avrechy-d’Argenlieu.

## Awanse
- kapitan marynarki (lieutenant de vaisseau) – lipiec 1917
- komandor podporucznik (capitaine de corvette) – 10 lutego 1940
- komandor (capitaine de vaisseau) – 1940
- kontradmirał (contre-amiral) – grudzień 1941
- wiceadmirał (vice-amiral) – grudzień 1944
- admirał floty (vice-amiral d'escadre) – marzec 1946
- admirał (amiral) – czerwiec 1946

## Odznaczenia
- Krzyż Wielki Legii Honorowej (Francja)
- Order Wyzwolenia (Ordre de la Libération, Francja)
- Medal Wojskowy (Médaille Militaire, Francja)
- Krzyż Wojenny 1939–1945 z 3 palmami (Croix de Guerre, Francja)
- Krzyż Wojenny Zamorskich Teatrów Operacyjnych z palmą (Croix de Guerre des Theatres d'Operations Exterieurs, Francja)
- Medal Ruchu Oporu z rozetą (Médaille de la Résistance avec rosette, Francja)
- Medal Rannych na Wojnie (Francja)
- Médaille du Sauvetage (Francja)
- Médaille du Maroc (Francja)
- Komandor Orderu Leopolda (Belgia)
- Krzyż Wojenny 1939–1945 (Croix de Guerre) z palmą (Belgia)
- Krzyż Komandorski Orderu Łaźni (Wielka Brytania)